# The Nox (Zvezdna vrata SG-1)
The Nox je naslov epizode znanstveno-fantastične serije Zvezdna vrata, v kateri se zaradi vladnega pritiska po odkritju najbolj razvitih tehnologij, O'Neill s skupino odpravi na planet, kjer naj bi živela bitja Fenri, ki imajo nadnaravno moč, da postanejo nevidna. Ko skupina prispe na planet, naleti na tekmece Goa'ulde, ki poskušajo pod vostvom Apofisa izslediti Fenrije. O'Neill nasprotniku pripravi past, a načrt se izjalovi, ker ima Apofis napravo za ustvarjanje energijskega ščita, ki lahko ustavi krogle. To celotno ekipo SG-1 stane življenja. Ponovno jih oživijo miroljubna, pravljična bitja, ki jim O'Neill ponudi pomoč v boju z Apofisom.
Ti ljudje se predstavijo kot Noxi, ki nasprotujejo vsaki obliki nasilja. Poleg sposobnosti oživljanja mrtvih imajo tudi sposobnost narediti sebe in druge stvari nevidne. Priznajo, da so odgovorni tudi za nevidnost Fenrijev, s čimer jih ščitijo.
Ekipi SG-1 se kasneje posveti, da Apofisov ščit ne varuje pred počasnejšimi predmeti, zato O'Neill načrtuje novo zasedo, pri kateri bi uporabil lok, s katerim bi načrt lahko uspel. Vendar pa to opazijo Noxi, ki tik pred napadom naredijo Apofisa nevidnega in tako na O'Neillovo veliko jezo preprečijo spopad. Ekipa se zato odpravi nazaj domov, Noxi pa zakopljejo zvezdna vrata,